# Sardar Schir Ahmad
Sardar Schir Ahmad (* 1885) war ein afghanischer Diplomat und Politiker. Er war 1921 Gesandter in Rom, 1924 Außenminister, vom 25. Oktober 1927 bis Januar 1929 Ministerpräsident und 1935 Botschafter in Teheran, der Hauptstadt Irans.